# Strada europea E851
La strada europea E851 è un asse viario di classe B.
Collega la città montenegrina di Castellastua a Pristina, capitale del Kosovo passando attraverso l'Albania.

## Percorso
| E851 PETROVAZZO-PRIŠTINA |                     |                                                   |                                                         |
| Stato                    | Tipologia           | Tratto                                            | Interconnessioni                                        |
| Montenegro (bandiera)    | viabilità ordinaria | Castellastua-confine di Stato presso Sveti Nikola | E65, E80                                                |
| Albania (bandiera)       | viabilità ordinaria | confine di Stato presso Dodaj - Scutari           |                                                         |
| Albania (bandiera)       | viabilità ordinaria | Scutari - Fushë Milot                             |                                                         |
| Albania (bandiera)       | autostrada          | Fushë Milot - confine di Stato presso Morinë      |                                                         |
| Kosovo (bandiera)        | autostrada          | confine di Stato presso Vermicë-Pristina          | E65, E80, in comune con E65 il tratto Lipjan - Pristina |